# Carlo Pedrotti
Carlo Pedrotti (Verona, 12 de noviembre de 1817-ibidem, 16 de octubre de 1893) fue un compositor, director de orquesta y profesor de música italiano. 

## Biografía
Estudió en su ciudad natal, donde fue alumno de Jacopo Foroni. En 1840 estrenó sus primeras óperas, Lina y Clara di Milano. Entre 1841 y 1845 trabajó en Ámsterdam como director de una compañía operística italiana. De regreso a su ciudad, obtuvo su primer gran éxito con Fiorina (1851). Su obra maestra fue Tutti in maschera (1869). Desde 1868 fue director del Teatro Regio de Turín, donde fomentó la representación de óperas de Richard Wagner y dio conocer a jóvenes compositores italianos, como Alfredo Catalani. En 1882 fue nombrado director del Liceo Musicale de Pesaro.

## Óperas
| Año  | Título                              | Género              | Libretista                 |
| ---- | ----------------------------------- | ------------------- | -------------------------- |
| ?    | Antigone                            | ópera seria         | Marco Marcelliano Marcello |
| ?    | La sposa del villagio               | ópera semiseria     | Marco Marcelliano Marcello |
| 1840 | Lina                                | ópera semiseria     | Marco Marcelliano Marcello |
| 1840 | Clara di Milano                     | ópera seria         |                            |
| 1841 | Matilde                             | ópera seria         |                            |
| 1844 | La figlia dell'arciere              | ópera semiseria     | Felice Romani              |
| 1846 | Romea di Montfort                   | ópera seria         | Gaetano Rossi              |
| 1851 | Fiorina, o La fanciulla di Glaris   | ópera semiseria     | L. Serenelli Honorati      |
| 1852 | Il parrucchiere della reggenza      | ópera cómica        | Gaetano Rossi              |
| 1853 | Gelmina, o Col fuoco non si scherza | ópera semiseria     | Giovanni Peruzzini         |
| 1854 | Genoveffa del Brabante              | ópera seria         | Gaetano Rossi              |
| 1856 | Tutti in maschera                   | comedia lírica      | Marco Marcelliano Marcello |
| 1859 | Isabella d'Aragona                  | ópera seria         | Marco Marcelliano Marcello |
| 1861 | Guerra in quattro                   | ópera bufa          | Marco Marcelliano Marcello |
| 1861 | Mazeppa                             | tragedia            | Achille de Lauzières       |
| 1865 | Marion Delorme                      | ópera seria         | Marco Marcelliano Marcello |
| 1870 | La vergine di Kermo                 | melodrama romántico | Francesco Guidi            |
| 1870 | Il favorito                         | tragedia lírica     | G. Bercanovich             |
| 1872 | Olema la schiava                    | ópera seria         | Francesco Maria Piave      |